# Philippe d'Orléans (1838-1894)
Pour les articles homonymes, voir Philippe, prince d’Orléans.
Titres
Prétendant au trône de France
(succession orléaniste pure)
24 février 1848, – 5 août 1873
(25 ans, 5 mois et 12 jours)
Prétendant au trône de France
(succession orléaniste-fusioniste)
24 août 1883 – 8 septembre 1894
(11 ans et 15 jours)
Prince royal de France
13 juillet 1842 – 24 février 1848
(5 ans, 7 mois et 11 jours)
Signature
Louis Philippe Albert d'Orléans, né à Paris le 24 août 1838 et mort à Stowe House (Royaume-Uni) le 8 septembre 1894, comte de Paris, est le dernier prince royal de France, de 1842 à 1848. Prétendant orléaniste au trône de France de 1848 à 1873 sous le nom de Louis-Philippe II, puis de 1883 à 1894 sous celui de Philippe VII, il est également écrivain et combattant pendant la guerre de Sécession.
À sa naissance, le prince Philippe incarne la vitalité de la maison d’Orléans et reçoit le titre de comte de Paris de son grand-père, le roi des Français Louis-Philippe Ier. Quatre ans plus tard, en 1842, l’enfant perd son père, Ferdinand-Philippe d'Orléans, et devient donc l’héritier de la monarchie de Juillet. Or, le tout nouveau prince royal est trop jeune pour représenter la stabilité et pour rassurer les opposants à la politique de son grand-père. Par conséquent, lorsque éclate la révolution de 1848, sa famille est incapable de le faire proclamer roi des Français et la Deuxième République se met en place. Commence alors une longue période d’exil qui dure jusqu’en 1871 et durant laquelle le prétendant orléaniste trompe difficilement son ennui. Au début des années 1860, Philippe d’Orléans se rend aux États-Unis pour s’engager dans la guerre de Sécession au côté de l'Union et, de cette expérience, il ramène une Histoire de la Guerre civile en Amérique.
Après la chute du Second Empire en 1870, le comte de Paris regagne la France et s’investit dans la vie politique. Afin de renforcer les partisans d’une nouvelle restauration monarchique, il accepte en 1873 de reconnaître comme chef de la maison de France le comte de Chambord. Ce dernier n'ayant pas d'enfants (mais ayant de nombreux cousins agnatiques), le comte de Paris revendique être son successeur potentiel s'il devait accéder au trône. Cependant, les intransigeances conjuguées du petit-fils de Charles X vis-à-vis du drapeau blanc et de la majorité des députés vis-à-vis du drapeau tricolore rendent impossible le retour de la monarchie. Après le décès en 1883 du comte de Chambord, le comte de Paris reprend un rôle politique important et la majorité des monarchistes se rallie à lui, bien que certains, comme la comtesse de Chambord, décident de reconnaître la nouvelle branche aînée des Bourbons comme famille royale légitime. Mais la République a eu largement le temps de se renforcer et les chances de restaurer la monarchie se sont éloignées.
En 1886, le vote d’une nouvelle loi d’exil contraint le comte de Paris et sa famille à quitter le territoire national mais le prince continue à essayer d’intervenir dans les affaires de la France malgré son départ. À chaque crise que connaît le pays, et particulièrement lors de l’affaire Boulanger et du scandale de Panama, le chef des Orléans espère pouvoir monter sur le trône. Néanmoins, chaque espoir de restauration est suivi d’une nouvelle déception et le comte de Paris meurt en exil au Royaume-Uni sans avoir jamais pu être roi des Français.

## Famille
Le comte de Paris est le fils aîné de Ferdinand-Philippe d'Orléans (1810-1842), prince royal de France, et de son épouse la princesse Hélène de Mecklembourg-Schwerin (1814-1858). Par son père, il est le petit-fils et l'héritier du roi des Français Louis-Philippe Ier (1773-1850) et de son épouse la reine Marie-Amélie des Deux-Siciles (1782-1866), tandis que, par sa mère, il est l'arrière-petit-fils du grand-duc Frédéric-François Ier de Mecklembourg-Schwerin (1756-1837).
Le prince Philippe a pour seul frère Robert d'Orléans (1840-1910), duc de Chartres, dont descendent en ligne masculine les membres actuels de la Maison d'Orléans.
Le 30 mai 1864, le prince Philippe épouse à Kingston-sur-Tamise, au Royaume-Uni, sa cousine germaine l'infante franco-espagnole Marie-Isabelle d'Orléans (1848-1919), elle-même fille d'Antoine d'Orléans (1824-1890), duc de Montpensier.
De cette union naissent 8 enfants :

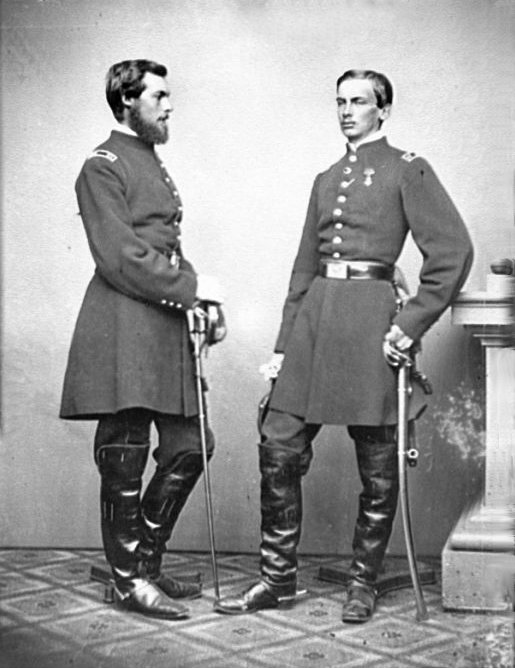
Le comte de Paris (de profil) et son frère, le duc de Chartres (de face).

- Marie-Amélie (1865-1951) qui se marie au roi Charles Ier de Portugal (1863-1908) ;
- Philippe (1869-1926), duc d'Orléans et prétendant au trône de France sous le nom de « Philippe VIII », qui s'unit à l'archiduchesse Marie-Dorothée de Habsbourg-Lorraine (1867-1932) ;
- Hélène (1871-1951), qui épouse Emmanuel-Philibert de Savoie (1869-1931), duc d'Aoste ;
- Charles Philippe Marie d'Orléans (21 janvier 1875 à Paris 8e - 8 juin 1875 à Paris 8e) ;
- Isabelle (1878-1961), qui se marie à son cousin Jean d'Orléans (1874-1940), duc de Guise et prétendant au trône de France sous le nom de « Jean III » ;
- Jacques Antoine Marie d'Orléans (5 avril 1880 à Eu - 22 janvier 1881 à Eu) ;
- Louise (1882-1958), qui s'unit à Charles de Bourbon-Siciles (1870-1949), prince des Deux-Siciles et infant d'Espagne. Ils sont les grands-parents maternels de Juan Carlos Ier d'Espagne ;
- Ferdinand (1884-1924), duc de Montpensier, qui épouse Marie-Isabelle González de Olañeta e Ibarreta (1893-1958), marquise de Valdeterrazo et grande d'Espagne.

## Biographie

### Sous la monarchie de Juillet

#### Un héritier pour les Orléans

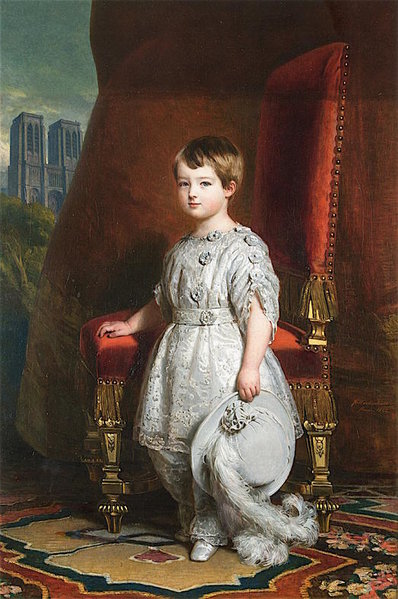
Philippe d'Orléans, comte de Paris, enfant en 1842, par Franz Xaver Winterhalter.

Quinze mois après le mariage de ses parents, le prince Philippe voit le jour le 24 août 1838 dans le pavillon de Marsan du palais des Tuileries à Paris, résidence de la famille royale de France, et il est ondoyé le même jour dans la chapelle des Tuileries par Hyacinthe-Louis de Quélen, archevêque de Paris. Par ordre de la princesse royale, il est délivré à tous les enfants des deux sexes nés à Paris le même jour que son fils un livret de caisse d'épargne avec première mise de cent francs.
Après avoir un moment envisagé de le nommer « prince d’Alger », son grand-père, le roi des Français Louis-Philippe Ier, ressuscite pour lui le titre de comte de Paris, porté au IXe siècle par le roi des Francs Eudes Ier, l'un des fondateurs de la dynastie capétienne. L'initiative est destinée à rappeler aux autres dynasties européennes l'ancienneté de la maison d'Orléans en même temps que son attachement à la capitale française, à laquelle les Bourbons de la branche aînée avaient, eux, préféré Versailles.[réf. nécessaire]
En France, l’arrivée d’un héritier au sein de la famille royale semble, dans un premier temps, consolider le trône de Juillet, et faire oublier la difficulté qu’avait représentée, pour Louis-Philippe et les siens, le fait de trouver une épouse au prince royal. Considéré par les autres dynasties européennes comme un fils d’usurpateur, Ferdinand-Philippe d'Orléans a, en effet, dû subir le refus humiliant de plusieurs princesses du continent avant d'en trouver une d'accord pour l'épouser. Or, la jeune fille en question, Hélène de Mecklembourg-Schwerin, est issue d'une dynastie allemande peu prestigieuse et son union avec l'héritier de la couronne française s'est accompagnée de commentaires perfides, à l'étranger. La venue au monde du comte de Paris permet donc à la famille royale d'oublier la période difficile qu'elle vient de traverser et de se projeter sans crainte dans l'avenir.
Le baptême du comte de Paris, le 2 mai 1841, donne lieu à une cérémonie fastueuse en la cathédrale Notre-Dame de Paris. Au-delà des festivités, l'événement permet à la monarchie de Juillet de se rapprocher de l’Église catholique. Depuis la mort du très légitimiste Mgr de Quélen le 31 décembre 1839, et son remplacement par Mgr Affre à la tête de l’archevêché de Paris à partir du 6 août 1840, le clergé catholique se montre en effet beaucoup plus ouvert vis-à-vis des Orléans et ne rechigne plus à s'associer aux moments forts de la dynastie. La cérémonie de baptême est présidée par Denys Affre, archevêque de Paris, assisté de Jean-Baptiste de Merson, curé de la paroisse de Saint-Germain-l'Auxerrois : le prince Philippe a pour parrain son grand-père Louis-Philippe Ier, roi des Français, et pour marraine sa grand-mère Marie-Amélie de Bourbon-Siciles, reine des Français.
Les premières années du prince sont heureuses et celui-ci grandit au milieu d’une famille aimante et attentionnée. À partir de décembre 1840, sa mère, la princesse Hélène de Mecklembourg-Schwerin, importe ainsi pour lui, d'Allemagne, la coutume de l’arbre de Noël,. Malgré tout, l'enfant passe également de longues périodes sans voir son père, notamment lorsque celui-ci part en visite en Algérie en 1839 et y retourne, au printemps 1840, pour y poursuivre le combat contre les forces de l'émir Abd el-Kader.

#### La mort du duc d'Orléans et ses conséquences
La vie du jeune comte de Paris bascule le 13 juillet 1842. Ce jour-là, son père, le prince Ferdinand-Philippe d'Orléans, meurt d'une fracture du crâne dans un accident de cabriolet, alors qu'il se rend en visite à Neuilly, afin d'y retrouver la reine Marie-Amélie et le roi Louis-Philippe. Âgé d'à peine quatre ans, l'enfant devient alors le nouvel héritier du trône et reçoit, en conséquence, le titre de prince royal.

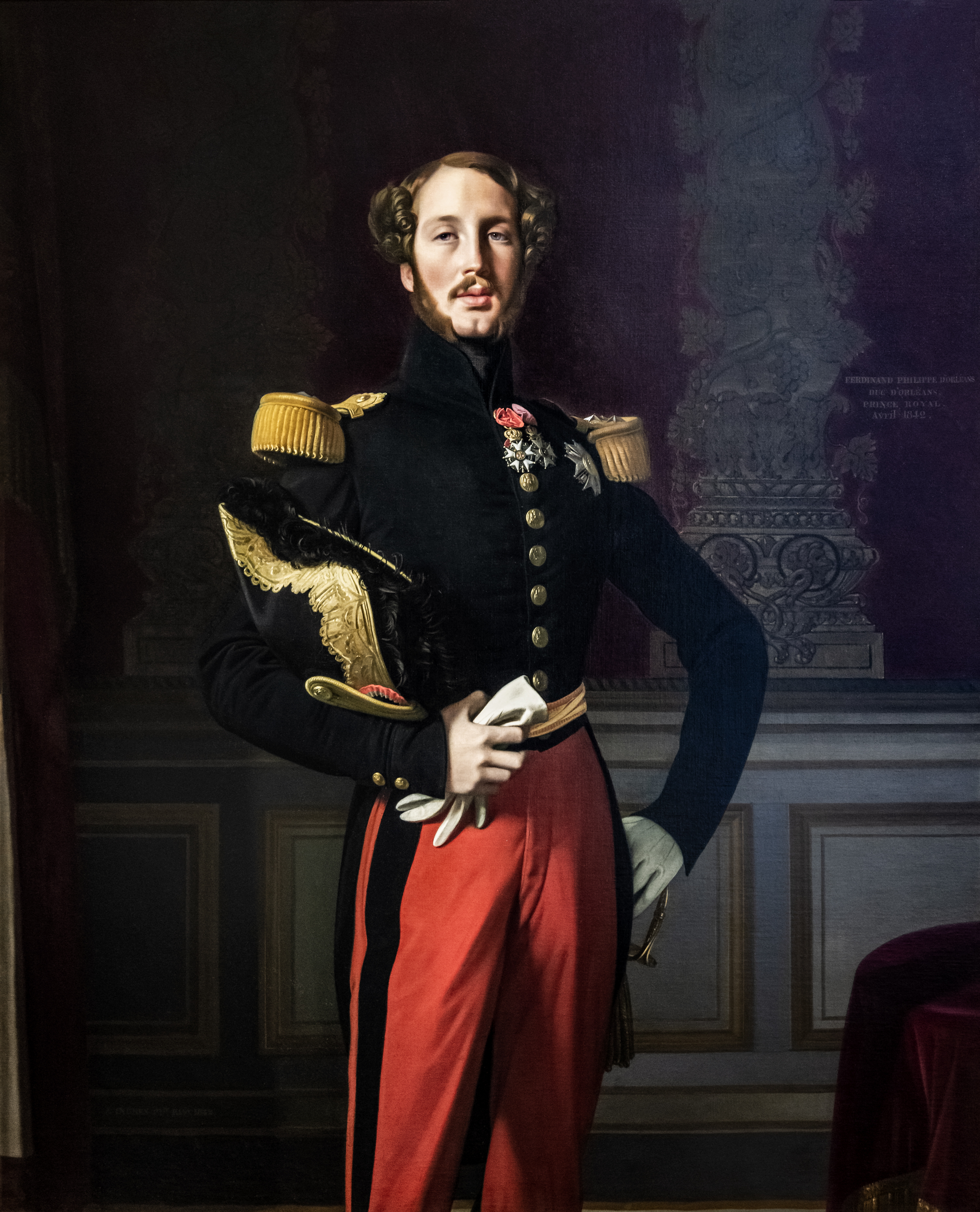
Le duc d'Orléans, père du comte de Paris, représenté par Dominique Ingres (1842).

Avec le décès du duc d'Orléans, se pose très vite la question de la survie de la monarchie de Juillet. En 1842, le souverain, dont la politique est de plus en plus réactionnaire, a en effet soixante-neuf ans et il est peu probable qu'il vive jusqu'à la majorité de son petit-fils. Les Chambres ont donc beau voter l'abaissement de la majorité du prince royal de vingt-et-un à dix-huit ans, le régime doit nommer un régent pour effectuer la transition entre les deux règnes. Plusieurs choix s'offrent alors au roi : ses quatre fils survivants, le duc de Nemours, le prince de Joinville, le duc d'Aumale et le duc de Montpensier, ou sa belle-fille, la duchesse d'Orléans. Suivant la règle dynastique et le testament du duc d'Orléans, le monarque choisit son deuxième fils, Nemours, comme régent éventuel. Or, celui-ci a la réputation d'être le plus conservateur des Orléans et la décision royale est très mal accueillie par le peuple, qui préfèrerait voir Joinville, Aumale ou la duchesse d'Orléans à la tête du pays,.
La mort du duc d’Orléans renforce, par ailleurs, la nécessité de donner une éducation soignée au comte de Paris afin de le préparer à son rôle d’héritier du trône. En 1843, le prince est donc confié aux soins de Jacques Regnier, un futur membre de l’Institut de France, et à ceux d’Étienne Allaire.

#### La révolution de 1848

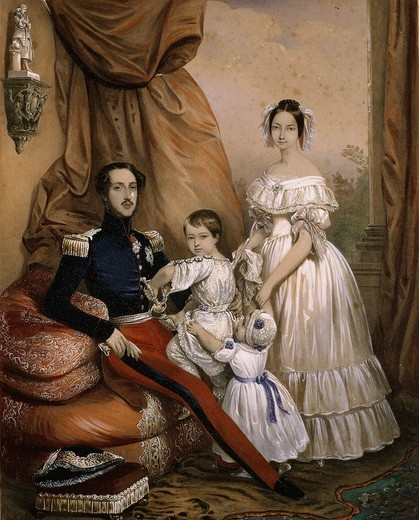
Le duc d'Orléans, avec son épouse Hélène de Mecklembourg-Schwerin et leurs fils (Philippe et Robert) par François Grenier de Saint-Martin.

À partir de 1846, la crise s'abat sur la Monarchie de Juillet. Des difficultés économiques et une série de scandales financiers discréditent le roi et son gouvernement tandis que la campagne des banquets illustre le regain de popularité du mouvement républicain. En février 1848, la décision de François Guizot, le président du Conseil, d'interdire le dernier des banquets cristallise les oppositions et des émeutes se produisent à Paris à partir du 22. Rapidement, les manifestations prennent de l'ampleur et se transforment en révolution. Le 23 février, Louis-Philippe renvoie Guizot ce qui semble d'abord calmer les foules. Mais, après quelques heures d'accalmie, les troubles reprennent et l'Armée tire sur des manifestants. Submergé par les révolutionnaires et refusant de faire couler davantage de sang, le roi Louis-Philippe abdique le 24 février en faveur de son petit-fils le comte de Paris, alors âgé de neuf ans. Conscient de son impopularité, le duc de Nemours décide quant à lui de renoncer à la régence au profit de sa belle-sœur, qui jouit, elle, d'une réputation de libérale.
Au début de l'après-midi du 24, la duchesse d'Orléans se rend donc au palais Bourbon avec ses enfants et son beau-frère Nemours pour y faire investir son fils aîné et se faire proclamer régente. Dans leur majorité, les députés semblent favorables à cette solution et André Dupin demande à la Chambre de prendre acte des acclamations que reçoit la duchesse. Une discussion, menée par Odilon Barrot, s'engage alors sur la loi de régence. Mais les voix des partisans de la monarchie sont peu à peu couvertes par les huées du public venu assister aux délibérations. Une foule armée envahit la salle des débats tandis que les députés républicains Ledru-Rollin, Crémieux et Lamartine s'emparent de la tribune pour réclamer un gouvernement provisoire. Les Orléans sont alors brutalement évacués de la Chambre des députés et, dans la bousculade qui s'ensuit, la princesse de Mecklembourg est séparée de ses enfants. Morte d'anxiété, la princesse met trois jours à localiser le petit duc de Chartres, qui a été recueilli par un boulanger parisien. Une fois réunis, la duchesse d'Orléans et ses enfants prennent le chemin de l'exil. Dans les mêmes moments, la Deuxième République est proclamée en France.

### Premier exil

#### Querelles de famille

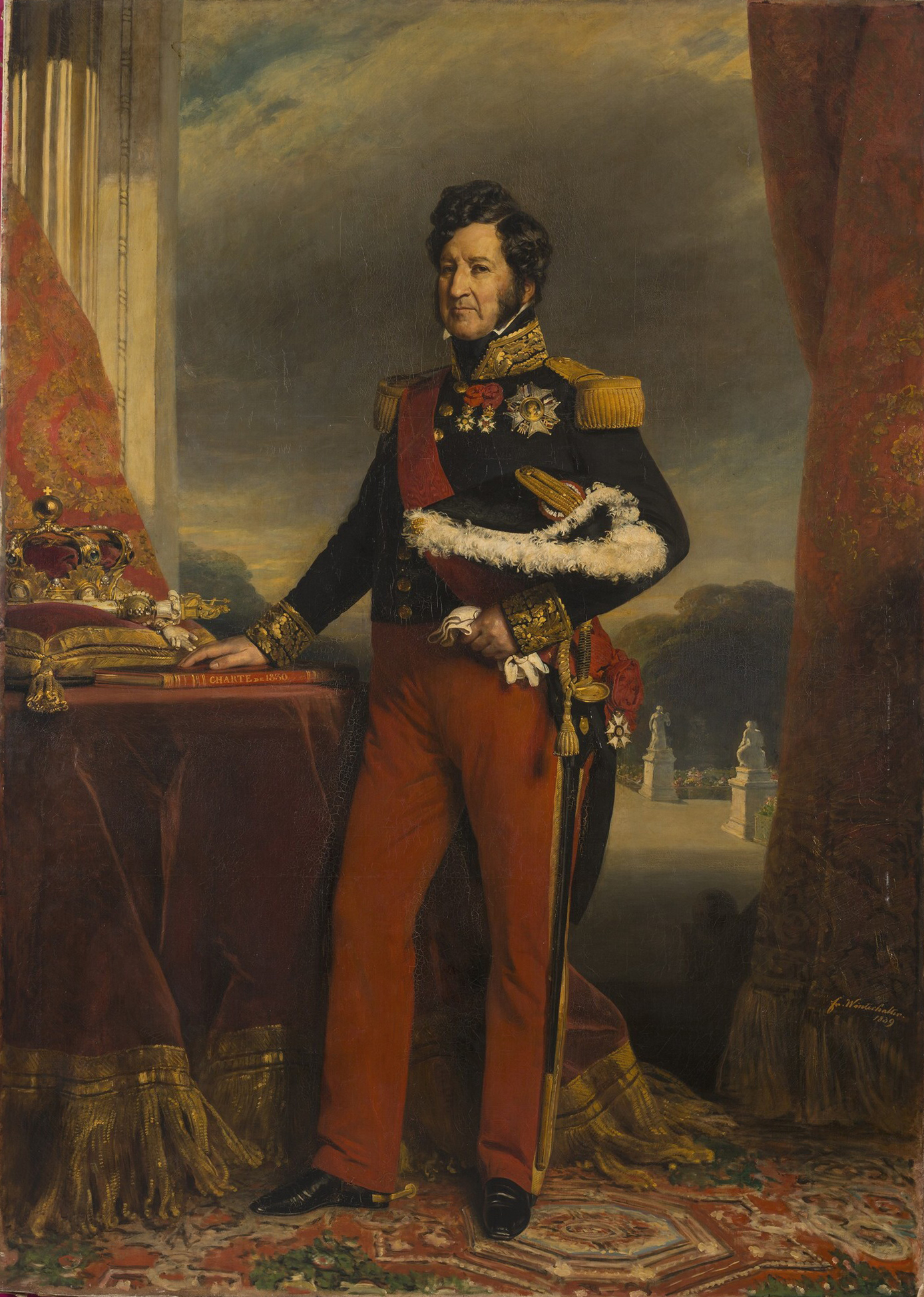
Le roi Louis-Philippe Ier, grand-père paternel du comte de Paris, par Franz Xaver Winterhalter.

Au lendemain de la révolution de 1848, les membres de la famille royale gagnent tour à tour l'étranger tandis que le gouvernement provisoire vote le bannissement des Orléans le 26 mai. Louis-Philippe et Marie-Amélie s'installent ainsi au Royaume-Uni avec plusieurs de leurs enfants et petits-enfants. Les ex-souverains établissent leur résidence au château de Claremont, propriété du roi Léopold Ier de Belgique, lui-même gendre de Louis-Philippe et oncle du comte de Paris. De son côté, la duchesse d'Orléans préfère partir vivre avec ses enfants en Allemagne, dans le grand-duché de Saxe-Weimar-Eisenach,. Blessée par le comportement du roi et de la reine à son égard lors des journées révolutionnaires, la princesse préfère en effet s'éloigner de ses beaux-parents.
Dans le même temps, la situation financière de Louis-Philippe et de sa famille devient de plus en plus précaire. Immédiatement après le vote de la déchéance des Orléans, le gouvernement provisoire place sous séquestre les biens du monarque déchu et de sa parentèle. Or, sans ressource propre, la duchesse d'Orléans et ses enfants sont totalement tributaires des anciens souverains.
Après deux ans de brouille, la princesse Hélène finit par se réconcilier avec ses beaux-parents et, à partir du printemps 1850, le comte de Paris, le duc de Chartres et leur mère se rendent régulièrement en Angleterre,. C'est d'ailleurs à Londres que le jeune prétendant orléaniste effectue, en présence de son grand-père, sa première communion, le 20 juillet 1850.

#### Reconnaître le duc de Bordeaux?

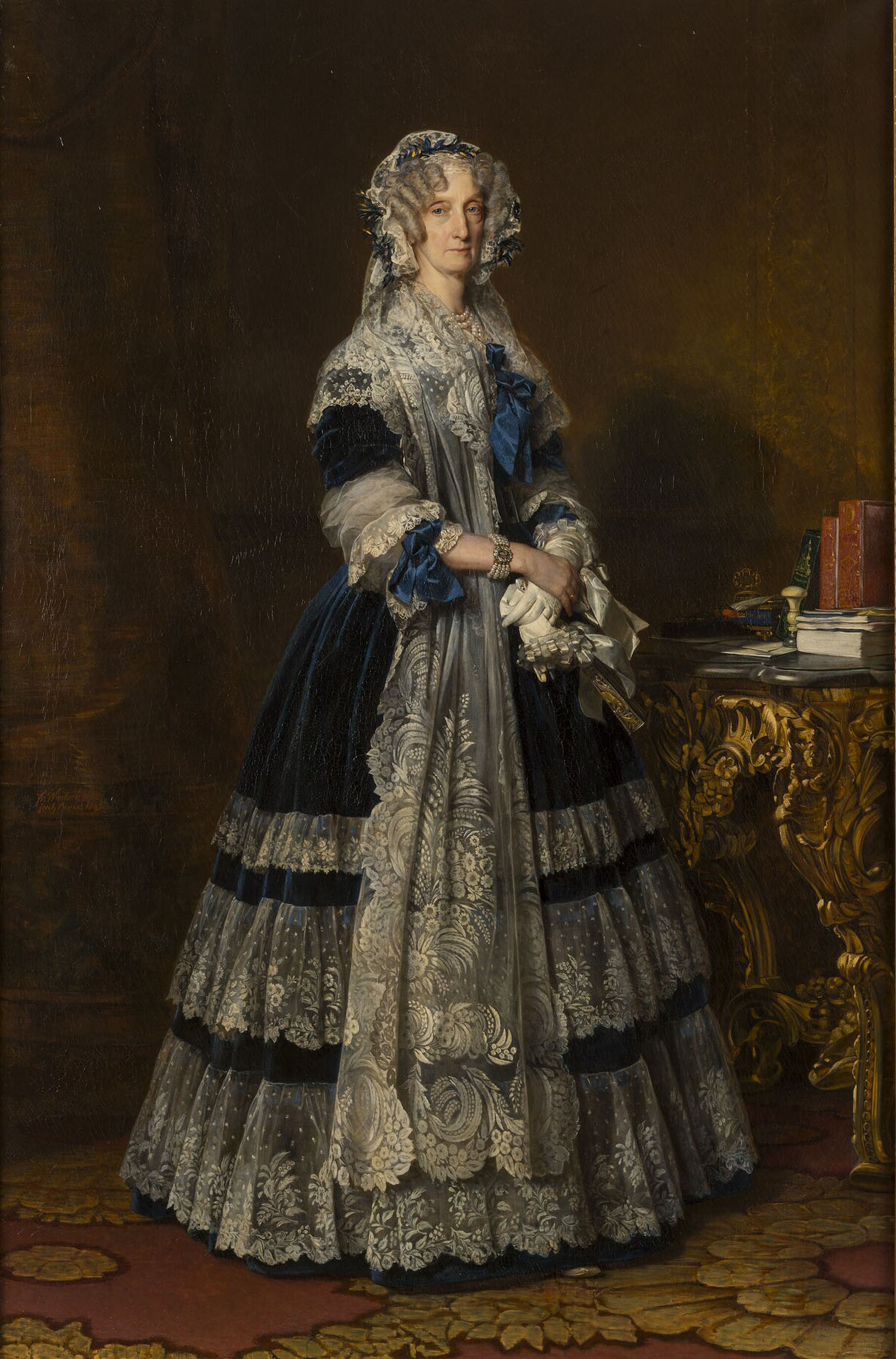
La reine Marie-Amélie, grand-mère du comte de Paris, par Franz Xaver Winterhalter (1842).

En France, l’avènement de la République et l’élection au suffrage universel de Louis-Napoléon Bonaparte à la présidence poussent les monarchistes à s’interroger sur leurs stratégies politiques. De plus en plus d’orléanistes souhaitent le ralliement de Louis-Philippe et de sa famille au petit-fils de Charles X, qui pour les légitimistes est le représentant de la légitimité dynastique. Cependant, de leur côté, les Orléans ne sont pas unanimes. Si les anciens souverains semblent reconnaître peu à peu la nécessité de la fusion des deux courants royalistes, la mère du comte de Paris s’oppose quant à elle avec force à la reconnaissance du petit-fils de Charles X (duc de Bordeaux) comme héritier de la couronne. Hélène de Mecklembourg-Schwerin se montre d'ailleurs profondément choquée par la lettre que lui envoie son beau-père et où ce dernier écrit, à propos de la succession au trône : « Mon petit-fils ne pourra jamais régner au même titre et aux mêmes conditions que moi qui ai fini par échouer. Il ne peut régner que comme roi légitime. Il y a pour lui plusieurs manières de devenir roi légitime : si le duc de Bordeaux mourait, si le duc de Bordeaux abdiquait, si le duc de Bordeaux régnait mais n'avait pas d'enfant, Paris devient roi légitime. Il doit rester en mesure pour toutes ces chances-là »,.

#### Chef de la maison d'Orléans

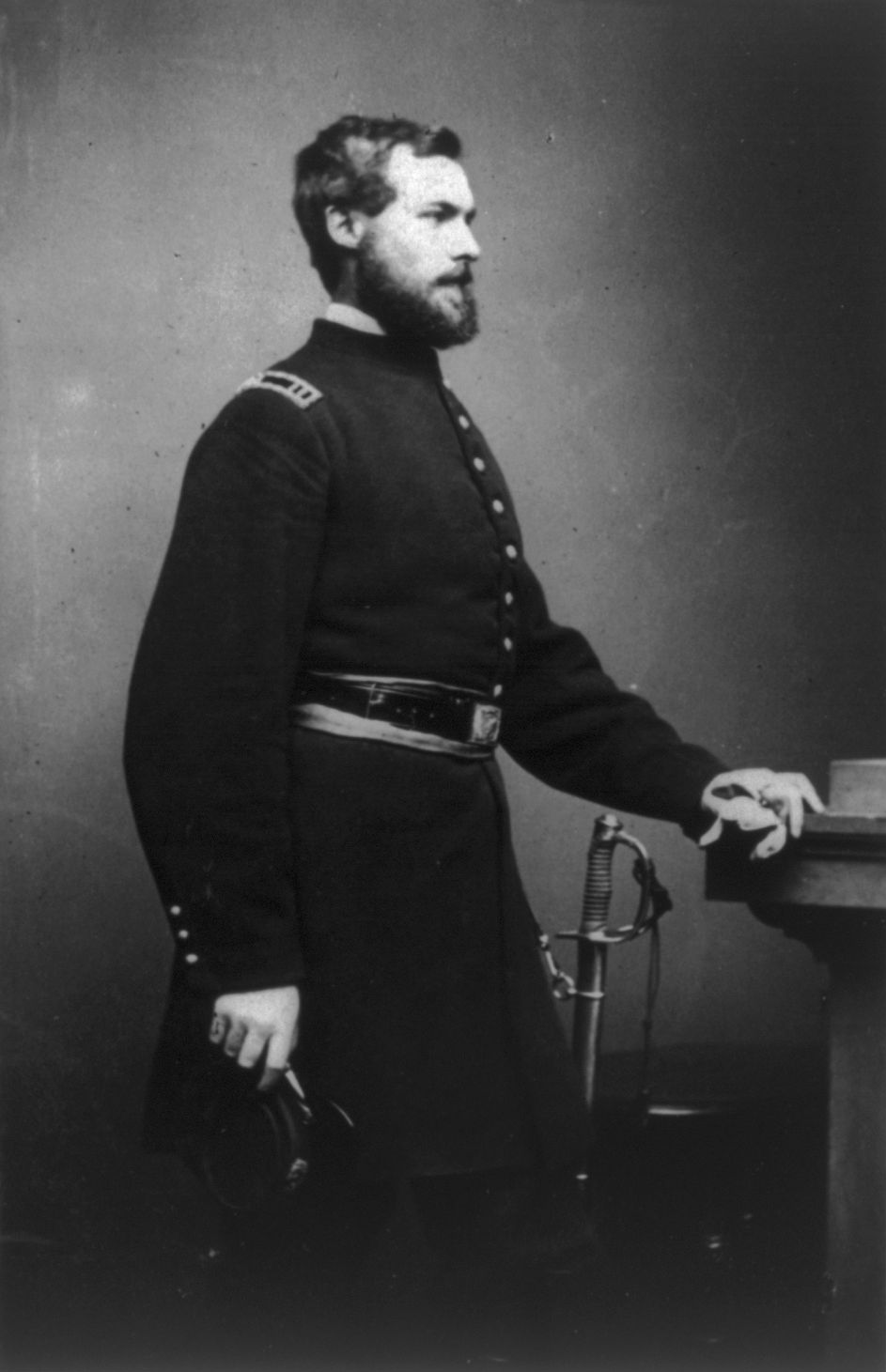
Le comte de Paris en tenue militaire.

Le 26 août 1850 après plusieurs jours d'agonie, l'ex-roi Louis-Philippe s’éteint aux côtés de son épouse et de plusieurs de ses enfants et petits-enfants (dont Paris et Chartres) à l’âge de soixante-dix-sept ans. Pour les orléanistes, le comte de Paris devient alors officiellement son successeur mais bien peu, en France, croient en la possibilité d'une restauration incarnée par un enfant de douze ans, d'autant qu'après le plébiscite du 21 novembre 1852, le Second Empire se met en place.
D'ailleurs, avec l'arrivée du neveu de Napoléon Ier au pouvoir, la situation financière des Orléans s’aggrave. Le 22 janvier 1852, celui-ci décrète en effet la confiscation des biens de l'ancienne famille royale, mesure qu'André Dupin qualifie immédiatement de « premier vol de l’aigle ».
En juillet 1857, la duchesse d'Orléans et ses fils quittent définitivement l'Allemagne pour s'installer en Angleterre et se rapprocher de Marie-Amélie. La famille loue alors une maison de campagne à Richmond, à une heure de Claremont, où réside encore la vieille reine. Dans cette nouvelle demeure, le comte de Paris poursuit sa formation et reçoit, entre autres, des cours particuliers de droit de la part du magistrat Rodolphe Dareste de la Chavanne.
En mai 1858, le duc de Chartres contracte la grippe et sa mère est atteinte à son tour. Bien vite, l’état de santé de la princesse s’aggrave et elle meurt le 17 mai. Âgé de vingt-et-un ans, le comte de Paris se retrouve donc orphelin et s’installe aux côtés de sa grand-mère, jusqu’à la mort de celle-ci en 1866.
En 1862, à l'occasion de l'Exposition Universelle, il reçoit la visite du peintre Paul Huet, qui avait été professeur de dessin de sa mère.

#### Engagé dans la guerre de Sécession

La bataille de Gaines' Mill représentée par Alfred Waud.

En septembre 1861, François d'Orléans (1818-1900), prince de Joinville, part aux États-Unis pour accompagner son fils, le duc de Penthièvre, qui désire suivre les cours de l'École de marine américaine. Lassés de l'inaction à laquelle les condamnent leur statut d'exilés, le comte de Paris et son frère décident d'accompagner leur oncle et leur cousin. Sur place, les princes s'enthousiasment pour le mouvement anti-esclavagiste et ne tardent pas à s'engager dans la Guerre de Sécession, qui secoue alors les États-Unis. Nommé officier d'état-major du commandement en chef des armées fédérales, George McClellan, le comte de Paris combat ainsi, avec son frère, les Sudistes à la bataille de Gaines' Mill, le 27 juin 1862, tandis que le prince de Joinville participe, quant à lui, à la campagne du Potomac.
De ce séjour aux États-Unis, le comte de Paris ramène une Histoire de la Guerre civile en Amérique en sept volumes et son oncle, un grand nombre d'aquarelles illustrant le conflit.

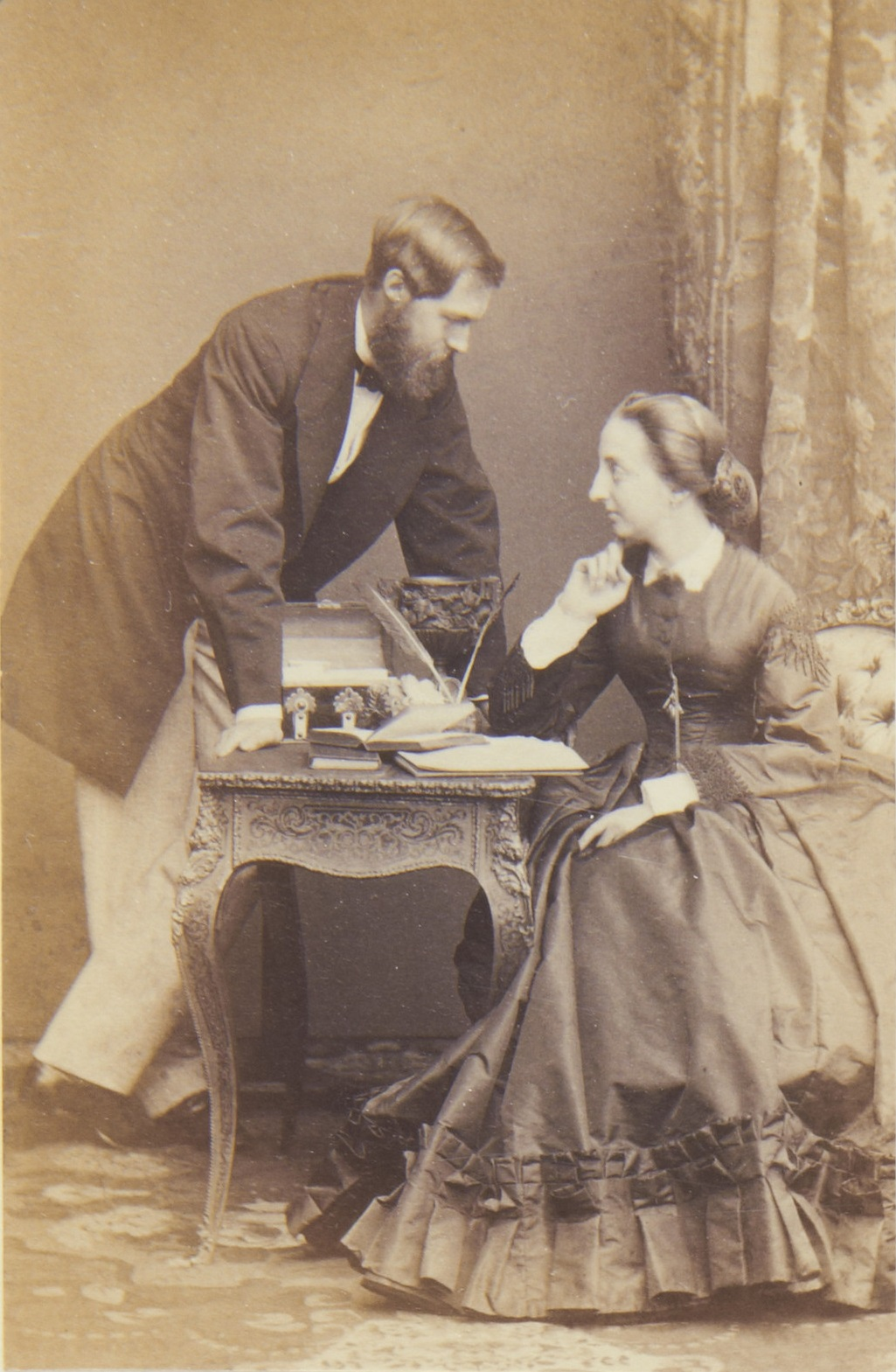
Le comte de Paris et la princesse Marie-Isabelle d'Orléans.

#### Mariage
De retour en Europe, le comte de Paris décide de se marier afin d'assurer un successeur à la dynastie. Mais, exilé et chef d'une Maison considérée comme illégitime par la majeure partie des dynasties du continent, le prince ne peut prétendre épouser la fille d'un monarque étranger. C'est la raison pour laquelle il demande la main de l'une de ses cousines germaines, l'infante franco-espagnole Marie-Isabelle d'Orléans, fille du duc de Montpensier. Le mariage princier a lieu le 30 mai 1864, à Kingston, au Royaume-Uni, et il est célébré en présence de la grand-mère des deux époux, la reine Marie-Amélie, qui a 82 ans.
Le couple, qui ne tarde pas à donner naissance à de nombreux enfants, partage alors sa vie entre la résidence du comte de Paris à York House, Twickenham, et celle de son épouse à Villamanrique de la Condesa, en Andalousie.

### De retour en France

#### Au lendemain de Sedan
Lorsque le Second Empire s'écroule, en 1870, et que la première loi d'exil touchant les Orléans est abolie le 8 juin 1871, le comte de Paris regagne la France. Quelques mois plus tard, le 9 décembre 1871, les décrets de confiscation des biens de la famille royale mis en place par Napoléon III en 1852 sont abolis. Philippe d'Orléans reprend alors notamment possession des châteaux d'Amboise, d'Eu et de Randan.
En France, le comte de Paris et sa famille partagent leur existence entre leurs demeures provinciales et la capitale. Mais, ne disposant pas de résidence compatible avec leur rang à Paris, les Orléans acceptent, en 1877, l'invitation de la duchesse de Galliera qui leur offre de s'installer chez elle, au rez-de-chaussée de l'hôtel Galliera (actuel hôtel de Matignon), lors de leurs séjours dans la capitale.[réf. nécessaire]
Dès son retour dans le pays, le prince fréquente les cercles du pouvoir et est reçu par le président Adolphe Thiers au château de Versailles dès le 1er juillet. L'entrevue est cordiale mais, en privé, l'ancien président du Conseil orléaniste de Louis-Philippe ne cache pas son mépris pour le chef des Orléans. À l'un de ses intimes, Thiers déclare en effet, à propos de l'héritier du trône : « À dix pas, il a l'air d'un Allemand, à trois d'un imbécile ».

#### Vers la fusion monarchique?

Le prétendant légitimiste.

En dépit de ses activités politiques, le prince n’envisage pas encore de monter sur le trône. Conscient que le comte de Chambord est soutenu par davantage de monarchistes qu’il ne l’est lui-même, le comte de Paris cherche à se rapprocher de son cousin. « Henri V » n’ayant pas d’enfant, le chef des Orléans est en effet convaincu qu’une restauration légitimiste ferait de lui le dauphin et permettrait de renforcer le camp monarchiste face aux républicains et aux bonapartistes.
Après l’envoi infructueux de plusieurs émissaires auprès du comte de Chambord, le comte de Paris décide de se rendre lui-même à Frohsdorf afin d’y affirmer officiellement sa soumission à l’aîné des Capétiens. Le 5 août 1873, le prince déclare ainsi à son cousin : « Je viens en mon nom et au nom de tous les princes de ma maison, non pas seulement saluer en vous le chef de ma famille, mais reconnaître le principe dont vous êtes le seul représentant »… À ces mots, le comte de Chambord l'interrompt, l’embrasse et l'emmène dans son salon particulier, où les deux cousins ont un entretien dont rien ne filtre que cette phrase d'Henri : « Vous avez fait une bonne action. Dieu vous en tiendra compte ». La fusion des deux courants monarchistes et la reconnaissance mutuelle des deux princes en tant que chef de famille et héritier semblent donc totales.
Cependant, la réconciliation des deux branches de la famille royale n’amène pas la restauration escomptée. Le 12 août 1873, le comte de Paris annonce la fusion monarchique au nouveau président de la République, le légitimiste Patrice de Mac Mahon, et lui demande de convoquer l’Assemblée en séance extraordinaire afin de proclamer roi le comte de Chambord. Mais, bien que monarchiste, le maréchal refuse du fait de la volonté du prétendant de restaurer le drapeau blanc et ne pas maintenir le drapeau tricolore comme symbole national.
Certains historiens ont évoqué l'influence dans cette position de son épouse, dont de nombreux parents avaient péri sur l'échafaud révolutionnaire et qui de ce fait aurait manifesté quelque réticence à régner sur les descendants de régicides.
Plusieurs actions sont donc menées par les partisans de la restauration pour tenter de convaincre le petit-fils de Charles X de la nécessité selon eux, d’abandonner le drapeau blanc et d’accepter le système parlementaire. En octobre 1873, le député Charles Chesnelong est ainsi mandaté par le groupe monarchiste de la Chambre pour arriver à un accord avec le prétendant. Néanmoins, cette dernière tentative est un échec et le comte de Chambord réaffirme son attachement aux symboles de l'Ancien Régime le 27 octobre. Dès lors, les Orléans se retrouvent prisonniers de l'attitude de l'aîné des Bourbons, qui refuse de céder aux conditions selon lui inacceptables, que l'Assemblée nationale lui impose pour ceindre la couronne.

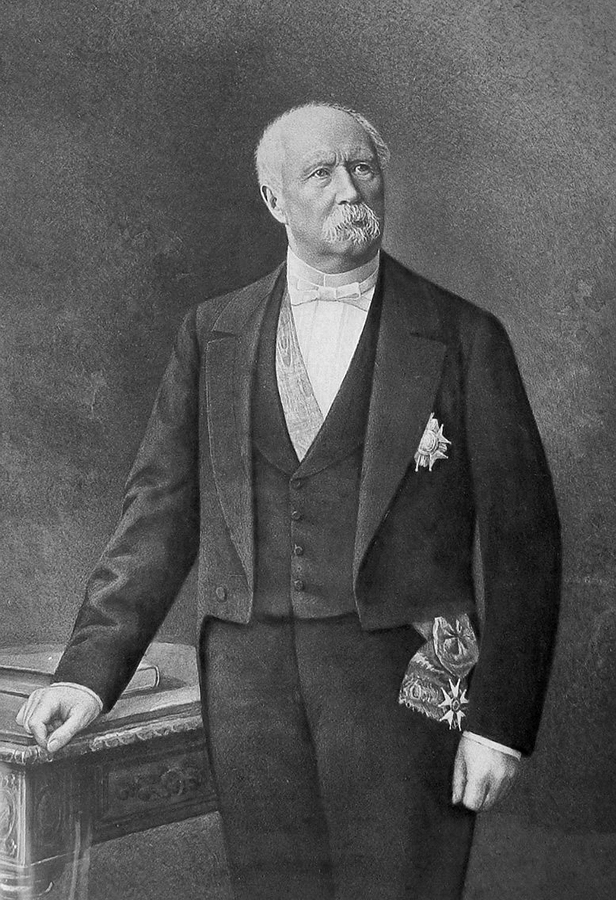
Le maréchal Patrice de Mac Mahon, président de la République et monarchiste.

Devant l'attitude du comte de Chambord, certains orléanistes essaient de convaincre le comte de Paris d'assumer la lieutenance générale du royaume, comme l'avait fait son grand-père en 1830. Mais, considérant qu'il s'opposerait ainsi au tenant de la légitimité dynastique, le petit-fils de Louis-Philippe refuse catégoriquement d'agir. De fait, le prince semble attendre la mort de son cousin pour s'investir à nouveau dans la politique. Il s'abstient ainsi, en 1877, de toute réaction et de tout soutien lorsque le maréchal de Mac Mahon et le duc de Broglie s'opposent à la majorité républicaine de l'Assemblée et tentent de ramener les monarchistes au pouvoir. Plus surprenant encore, le prince envisage, en 1883, de partir s'installer en Afrique afin de contribuer à l'expansion coloniale française.
L'aîné des Capétiens jouit longtemps d'une très bonne santé et, lorsqu'il meurt le 24 août 1883, le régime républicain a eu tout le temps de se consolider en France. Par ailleurs, la fusion de 1873 se révèle, dix ans plus tard, n'être qu'une semi-réussite. Le comte de Chambord a beau recevoir cordialement son cousin sur son lit de mort, il ne lui laisse ni héritage financier, ni déclaration symbolique faisant de lui son successeur. Surtout, la veuve du prétendant, la princesse Marie-Thérèse de Modène, décide que le deuil de son époux doit être mené par les aînés des Bourbons, plus proches parents agnatiques du prétendant « Henri V », et par les Bourbon-Parme, plus proches parents cognatiques du défunt, et non par le comte de Paris. Ce faisant, la comtesse de Chambord marque publiquement son opposition à la succession orléaniste et son soutien à l'aîné (espagnol) des descendants de Louis XIV, le prince Jean de Bourbon, comte de Montizón. De la même façon, une partie des légitimistes se rallie aux Bourbons espagnols. Malgré tout, la majorité des monarchistes reconnaît le comte de Paris comme le nouveau « chef de la Maison de France » et c'est en tant que tel que l'empereur François-Joseph Ier lui rend visite à Vienne, avant son retour dans l'hexagone.

### Entre espoirs de restauration et nouvel exil

#### Un prétendant conservateur
À partir de 1883, le comte de Paris se pose donc en héritier de tous les Capétiens et non plus des seuls Orléans. Il abandonne l’héritage libéral de son grand-père et va même jusqu’à se proclamer grand-maître des ordres dynastiques que ni la monarchie de Juillet, ni les régimes qui lui ont succédé, ne confèrent plus depuis 1830. Ses partisans ne l’appellent plus « Louis-Philippe II », comme auparavant, mais « Philippe VII », pour bien revendiquer la succession de la dynastie légitime. Finalement, le comte de Paris donne l'impression de ne plus vouloir incarner l'orléanisme politique mais de soutenir uniquement les positions des « Blancs d'Eu, ».

#### Le second exil du prétendant

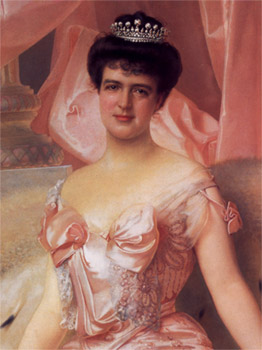
Amélie d'Orléans, reine de Portugal et fille aînée du comte de Paris.

Pendant un moment, la reconnaissance du comte de Paris comme prétendant unique par la majorité des monarchistes semble renforcer leur cause et le prince apparaît à nouveau comme une menace aux yeux de certains républicains. En mars 1884, il est ainsi victime d’un attentat anarchiste, dont il ressort indemne. L’année suivante, le nombre de députés conservateurs (royalistes et bonapartistes) passe de quatre-vingt-dix à deux-cents lors des élections législatives et les opposants à la restauration s'émeuvent. Évidemment, ce regain de popularité n'est pas sans conséquence et les députés républicains de la Chambre se montrent de plus en plus hostiles aux membres des familles ayant régné sur la France. Dès 1883, le gouvernement Jules Ferry met ainsi en disponibilité plusieurs membres de la maison d'Orléans qui appartiennent à l'Armée. Surtout, certains républicains, comme Charles Floquet, n'hésitent plus à parler de loi d'exil et à demander le bannissement des descendants des anciens souverains.
En février 1886, un premier projet de loi allant dans ce sens est présenté devant l'Assemblée nationale mais le président du Conseil Charles de Freycinet juge alors inutile une telle décision. Cependant, quelques mois plus tard, son opinion évolue. Le 6 mars 1886, le comte de Paris organise, à l'Hôtel Galliera, une cérémonie fastueuse à l'occasion des fiançailles de sa fille aînée, Amélie d'Orléans, avec le prince héritier Charles de Portugal. La réception est strictement privée et ni le corps diplomatique ni des représentants du pouvoir n'ont été invités. Cependant, l'événement donne lieu à un énorme battage médiatique qui inquiète les républicains.
Peu de temps après, des députés présentent un nouveau projet de loi d'exil devant la Chambre et celui-ci reçoit, cette fois, le soutien du gouvernement. Le 23 juin 1886, après bien des débats, paraît donc, au Journal officiel, une nouvelle loi d'exil, qui touche les prétendants au trône et leur fils aîné en les obligeant à quitter le territoire national ainsi que tous les autres membres des familles ayant régné en France en les rayant des listes de l'armée. Averti des résultats du vote alors qu'il se trouve au château d'Eu, le comte de Paris prend la décision de quitter immédiatement la France. Avec sa famille, il s'embarque alors au Tréport et gagne une nouvelle fois l'Angleterre.
Le comte de Paris retourne alors vivre au château de Stowe House, dans le Buckinghamshire. Cependant, sa condition d’exilé ne lui enlève pas l’espoir de monter un jour sur le trône. Au contraire, alors qu'il était en France, le comte de Paris ne souhaitait pas intervenir directement dans le débat public pour ne pas risquer de donner des arguments à ceux qui voulaient son exil. Et ce n'est qu'à partir de sa Protestation du 24 juin 1886, en réponse à la loi d'exil, que le comte de Paris indiqua ses intentions en vue d'instaurer une « monarchie traditionnelle par son principe, moderne par ses institutions ». Du Royaume-Uni, il chercha à intervenir dans les affaires intérieures et extérieures de la France. Sur le plan extérieur, le prince utilisa son immense fortune pour payer une partie des dettes du roi Louis II de Bavière, dans le but que celui-ci se retourne contre la politique du chancelier Bismarck et fasse alliance avec Paris. Sur le plan diplomatique, cette tentative de rapprochement fut un échec mais elle aida le protecteur de Wagner à poursuivre la construction de ses châteaux féeriques. Sur le plan intérieur, le prince travaille à la définition de son programme politique et se manifeste avec son projet de Pacte national puis lors de l'affaire Boulanger.

#### LePacte national
Durant l'été 1886, depuis sa résidence de Sheen House, à l'ouest de Londres, prêtée par un ami anglais, le comte de Paris forme un comité d'union royaliste, dit « conseil des Sept », composé à la fois de collaborateurs personnels, comme Émile Bocher, Ferdinand Duval et Lambert de Sainte-Croix, de personnalités proches de l'ancien orléanisme, comme les ducs d'Audiffret-Pasquier et de Broglie, et de légitimistes ralliés, comme Cazenove de Pradines, ancien collaborateur du comte de Chambord, ou le duc de La Rochefoucauld-Bisaccia. Le prince demande à ce comité de l'aider à préparer un programme politique.
Le comte de Paris entend faire savoir que la monarchie peut être fidèle à sa tradition historique, permettre un gouvernement fort tout en étant compatible avec un ordre égalitaire et démocratique : « Il faut prouver que la monarchie, fidèle à ses anciennes traditions, sera un gouvernement fort, démocratique, égalitaire. Pour cela il faut lui dire ce qu’elle sera et ce qu’elle ne sera pas »,.
Plusieurs documents préparatoires sont établis et le texte définitif est rendu le 15 septembre 1887 sous le titre Instructions aux représentants du parti monarchiste en France : il cherche à réconcilier deux légitimités, celle, historique, de la couronne et celle, démocratique, de la souveraineté nationale. Il s'agit d'expliquer aux royalistes la méthode pour rétablir la monarchie et l'organisation des pouvoirs publics qui en résulterait.
Sur le premier point, le comte de Paris récuse tout recours à la force ou aux conspirations. Le suffrage universel et la démocratie ne sauraient être remis en cause et ils devraient d'ailleurs fonder la restauration, celle-ci devant être rendue possible soit par la voie d'une assemblée constituante, soit par un vote populaire, le comte de Paris préférant cette formule, « plus solennelle et [convenant] mieux à un acte qui ne doit pas se renouveler ». La monarchie y est présentée comme reposant « sur une base plus ferme et plus large qu'une simple prise de possession du pouvoir ou qu'une délégation de souveraineté du nombre ». Selon ces Instructions, la monarchie étant par essence historique, elle transcende toutes les oppositions internes de la nation et seule leur permet de s'exprimer dans l'ordre.
Sur le second point, les instructions débouchent sur l'adoption d'un Pacte national renouvelant celui qui fut conclu aux premières heures du royaume de France et servant de nouvelle constitution, composée d'un préambule et de trois articles organiques. Le premier article définit la Maison de France comme la descendance française d'Henri IV et en exclut les Bourbons d'Espagne. Le deuxième article est consacré au pouvoir législatif, qui appartiendrait concurremment au roi, à une Chambre des députés élue au suffrage universel et à un Sénat réunissant les représentants des grandes forces et des grands intérêts sociaux. Deux originalités peuvent être soulignées :
- en premier lieu, l'introduction du parlementarisme rationalisé, série d'instruments destinés à empêcher les Chambres, sous l'emprise exclusive des partis, de contraindre l'exécutif à l'impuissance, tout en préservant les droits de la représentation nationale ;
- en second lieu, l'instauration d'un contrôle de constitutionnalité des lois, assuré par un organe juridictionnel spécifique composé des plus hauts magistrats de l'ordre judiciaire[67]. Le troisième article organique énonce d'ailleurs précisément les principes de protections des libertés constitutionnelles, définies dans l'avant-dernier paragraphe de l'article précédent et auxquels le pouvoir législatif devra se conformer. Le Pacte national consacre sans ambiguïté le caractère supra-législatif des grandes libertés publiques de conscience, des cultes, de la presse, de réunion et d'association[i], d'enseignement et de défense judiciaire[68].

Ce projet de Pacte national empruntait conjointement au légitimisme, à l’orléanisme, au bonapartisme. Au légitimisme, le comte de Paris apportait « la réaffirmation de la primauté du droit historique » (qu'il revendiquait ainsi pour sa branche, au contraire du prétendant légitimiste, le comte de Montizón), l'éloge de la technique associative, un souci des questions sociales et l'importance accordée à l'éducation religieuse ; à l'orléanisme, il offrait un système parlementaire dualiste et la constitutionnalisation des libertés politiques et économiques ; au bonapartisme, il concédait le suffrage universel sans entrave, y compris sous la forme plébiscitaire afin de fonder le Pacte national.

#### L'Affaire Boulanger
Le contact royaliste avec le général Boulanger est fait en décembre 1887 via le baron de Mackau pour stopper l'arrivée de Jules Ferry à la présidence. En raison de la situation de plus en plus négative des royalistes, ainsi que la diminution de la loyauté dynastique des catholiques, le personnage de Boulanger semble les intéresser.
En avril 1888, le comte de Paris accepte de soutenir le boulangisme, qui menace alors la stabilité de la Troisième République et semble ouvrir la voie à la restauration monarchique. Le général obtenant déjà des voix monarchistes lorsque ceux-ci ne se représentent pas, mais agrégeant aussi des voix de gauche, il peut permettre de faire élire des monarchistes en son nom. Albert de Mun est alors un fort soutien de cette alliance de circonstance tandis que le comte de Paris y est réticent. Avec la duchesse d’Uzès, le comte de Paris finance de manière très importante, au moins 3 millions de francs, les campagnes tandis que son épouse, Marie-Isabelle d'Orléans, fonde une ligue royaliste favorable au militaire, la « Rose de France ». La question de savoir ce qu'a promis Boulanger aux royalistes n'est pas clair, soit la fin de l'exil et une République ouverte soit la Restauration complète. Il semble cependant que ce soit la seconde option qui ait été promise, sans savoir si le général le voulait vraiment ou s'il a menti comme à de nombreuses autres reprises. L’effondrement final du boulangisme en avril 1889 rejaillit sur le parti monarchiste, qui connaît un très grave échec aux élections d’octobre suivant, et sur le prétendant orléaniste, qui sort largement déconsidéré de cette affaire.

#### Le coup d'éclat de son fils, le «Prince Gamelle»

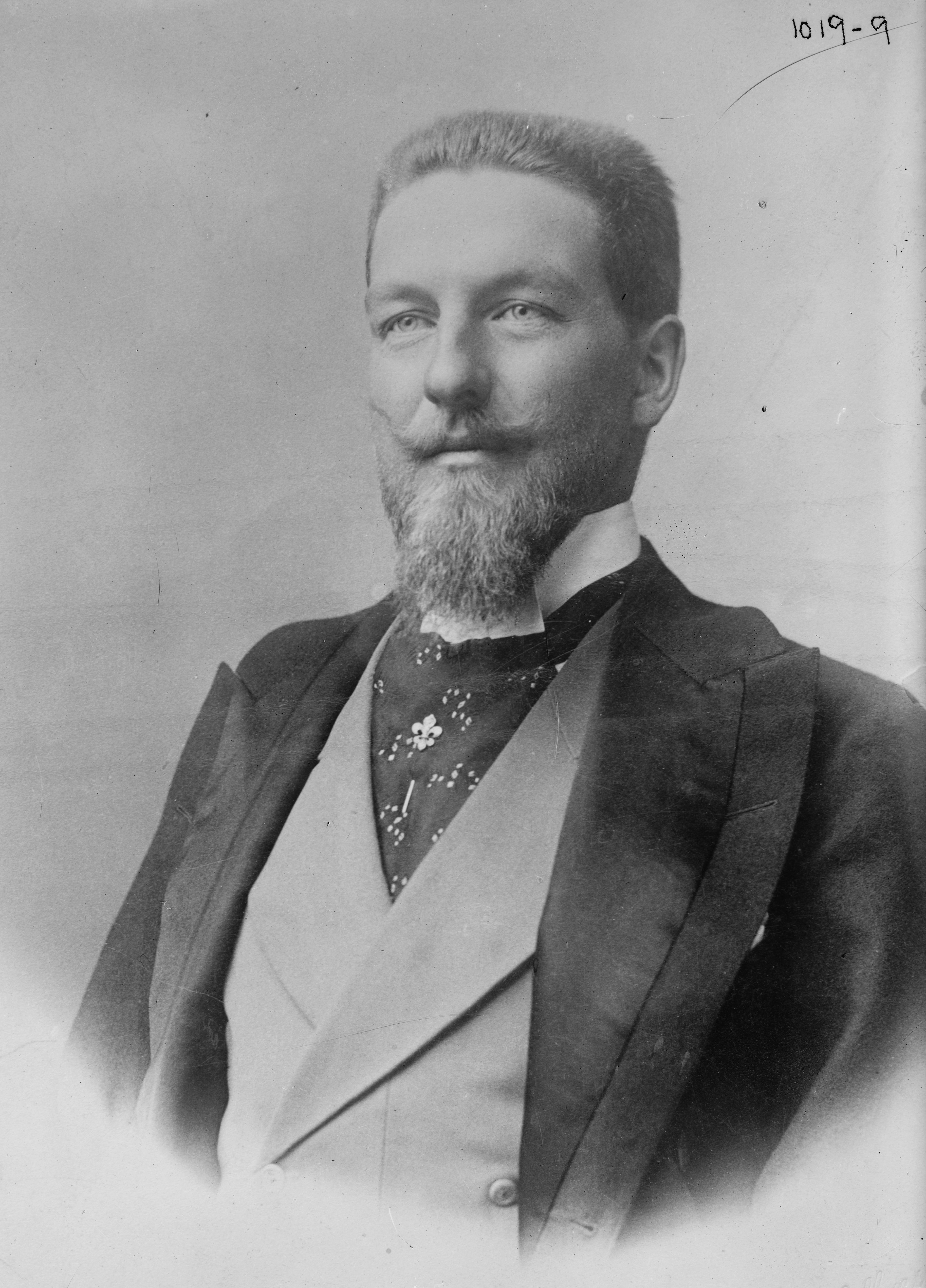
Philippe, duc d'Orléans, fils du comte de Paris, en 1910.

Tandis que le comte de Paris s’enferme de plus en plus dans la tristesse, en France, certains royalistes cherchent à mettre en avant son fils aîné, le duc d’Orléans, dont la popularité n’a nullement été entamée par l’affaire Boulanger. Or, en 1890, le jeune homme atteint l’âge de vingt-et-un ans, ce qui devrait théoriquement l’obliger à réaliser son service militaire, s’il n’était pas exilé. Arthur Meyer, directeur du journal conservateur Le Gaulois,  et le duc de Luynes imaginent donc de le convaincre de rentrer illégalement en France afin d'y demander officiellement à la République la permission d’effectuer son service national. Le duc d’Orléans accepte immédiatement la proposition et cela sans en demander la permission à son père. Le 2 février, il se rend donc à Paris et se présente au bureau du recrutement, à la mairie du VIIe arrondissement puis au ministère de la Guerre, pour se faire incorporer mais, à chaque fois, il se heurte à une fin de non recevoir de la part de l’administration.
Enfin, le soir-même, il est arrêté dans la résidence du duc de Luynes. Ce n’est qu'à ce moment-là que le comte de Paris est averti par télégramme de l’aventure de son fils. Comme père et prétendant il est alors ulcéré de ne pas avoir été averti de ce qui se tramait mais ne laisse pas transparaître publiquement son mécontentement. En attendant son jugement, le duc d'Orléans est incarcéré à la Conciergerie, où le duc de Luynes lui fait livrer de somptueux repas. Rapidement, la presse républicaine en reproduit les menus et, conscient de l'effet négatif qu'un tel traitement pourrait provoquer, le prince déclare publiquement qu'il « ne demande que la gamelle du soldat » (gamelle à laquelle il ne touchera pourtant jamais). L'expression connaît immédiatement un grand succès et le prince en retire le surnom populaire de « Prince Gamelle », qui le suivra toute sa vie et qui inspirera à Anatole France le sobriquet de « Trublion » à partir du grec ancien τρύβλιον / trúblion, « écuelle ».
Quelques jours plus tard, le 12 février, le duc d’Orléans est condamné à une peine de deux ans de prison pour être revenu dans son pays malgré la loi d'exil. Cependant, il est finalement amnistié dès le 4 juin 1890 par le président de la République Sadi Carnot et reconduit à la frontière. Le parti royaliste sort quelque peu renforcé par ces évènements, mais pas suffisamment pour faire véritablement trembler la République.

#### Entre espoirs et amertume

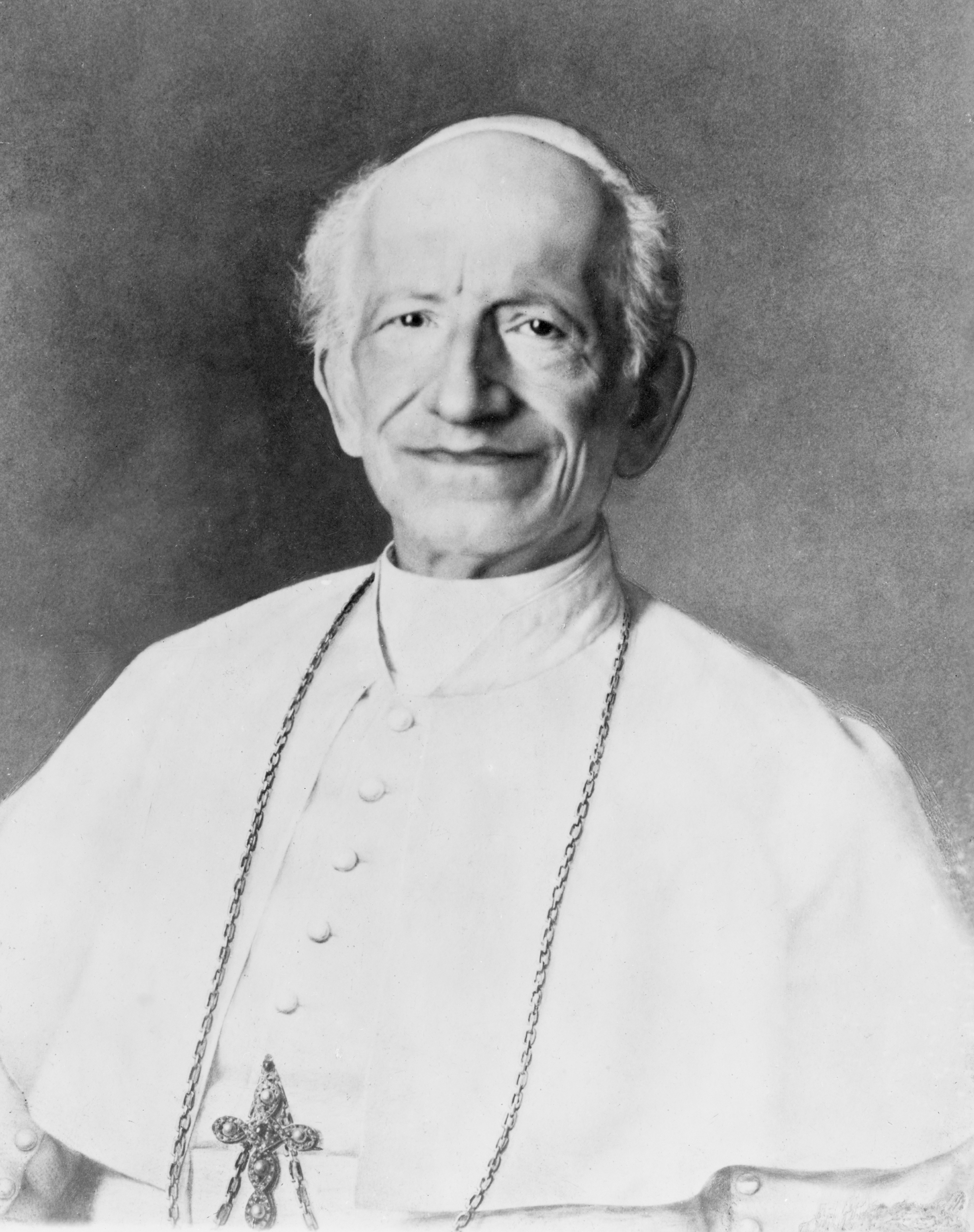
Léon XIII.

Le 16 février 1892, un nouveau coup dur frappe le comte de Paris et les royalistes. L’encyclique Au milieu des sollicitudes du pape Léon XIII enjoint en effet aux catholiques français de se rallier au régime républicain, ce qui affaiblit considérablement les partisans de la restauration. Malgré tout, le prétendant continue à œuvrer en faveur de la monarchie et espère, à chaque scandale qui secoue la République, pouvoir monter sur le trône. C’est particulièrement le cas lorsqu’éclate l’affaire de Panama, dans les années 1890. Cependant, le prétendant ne parvient pas à rendre sa popularité à la monarchie et les institutions républicaines survivent aux troubles qui les font périodiquement vaciller.
Le 8 septembre 1894, le comte de Paris trouve la mort à l’âge de 56 ans, dans sa résidence anglaise de Stowe House. Du fait de la loi d'exil, son corps est d’abord inhumé à la chapelle Saint-Charles Borromée de Weybridge, dans le Surrey, puis transféré, en 1958, à la Chapelle royale de Dreux par son petit-fils Henri d'Orléans, nouveau « comte de Paris ».

## Personnalité
Le comte de Paris n’était pas un homme de démonstration publique, il voulait croire à l’empire de la raison sur les choses humaines. Sa grande pudeur passait pour de la froideur et ses proches regrettaient son manque d’éclat et son aversion pour la mise en scène.
On ne lui reconnut jamais le charisme du comte de Chambord, l’« auguste ensorceleur » selon Henry de Pène. Mais solidement instruit, curieux d’une grande ouverture d’esprit, il étonnait ses collaborateurs par sa puissance de travail, le calme de son caractère et sa grande volonté,,,.
Arthur Meyer, directeur du Gaulois, affirmait à son propos : « À tous ceux qui avaient l'honneur de le voir, M. le comte de Paris donnait l'impression d'un studieux et d'un penseur ».
Le prince avait le goût des études et du travail de cabinet. C'est ainsi que formé par le juriste Rodolphe Dareste de La Chavanne,, il conserva au long de sa vie un intérêt pour les questions législatives et administratives comme en témoigne son projet de Pacte national.
Actif mais discret, c'est dans l’ombre qu'il travaillait à fédérer l’union conservatrice pour la mener à la victoire aux élections législatives et restaurer légalement la monarchie.
Le comte de Paris se sentait très proche de son frère Robert d'Orléans, duc de Chartres. Il confia d'ailleurs à Albert de Mun dans quelle communauté d’esprit il se trouvait depuis toujours avec son frère le duc de Chartres : « Je me suis concerté avec lui pour tout. C’est le seul membre de ma famille de qui je puisse le dire ».

## Titulature et décorations

### Titres officiels
- 24 août 1838 - 13 juillet 1842 : Son Altesse royale Louis-Philippe d'Orléans, comte de Paris ;
- 13 juillet 1842 - 24 février 1848 : Son Altesse royale Louis-Philippe d'Orléans, prince royal de France, comte de Paris.

### Titres de courtoisie
- 24 février 1848 - 5 août 1873 : Son Altesse royale Louis-Philippe d'Orléans, comte de Paris ;
- 5 août 1873 - 24 août 1883 : Son Altesse royale Louis-Philippe d'Orléans, comte de Paris, premier prince du sang de France ;
- 24 août 1883 - 8 septembre 1894 : Son Altesse royale le comte de Paris.

Armes de France, revendiquées par la famille d'Orléans depuis 1883.

À sa naissance en 1838, le roi des Français Louis-Philippe Ier titre légalement son petit-fils comte de Paris, après avoir envisagé de lui conférer le titre de prince d'Alger. En 1842, à la mort de son père, le prince Ferdinand-Philippe, le comte de Paris reçoit également de son grand-père le titre de prince royal, qui remplace celui de dauphin durant la Monarchie de Juillet.
En 1850, le prince succède à son grand-père paternel comme aîné de la branche d'Orléans, avec l'héritage théorique de tous les titres traditionnels de cette branche : duc d'Orléans, duc de Valois, duc de Chartres, duc de Nemours, duc de Montpensier, dauphin d'Auvergne, prince de Joinville, sénéchal héréditaire de Champagne, marquis de Coucy, marquis de Folembray, comte de Soissons, comte de Dourdan, comte de Romorantin et baron de Beaujolais, etc..
Selon ses partisans orléanistes, Philippe d'Orléans est, après la mort du comte de Chambord, l'unique héritier du trône de France sous le nom de « Philippe VII ». Le prince est en effet l'aîné des descendants de Louis XIII, à l'exclusion de ceux de Philippe V d'Espagne, devenus étrangers et non successibles, selon les mêmes orléanistes, à la suite des traités d'Utrecht.
Cependant, pour certains légitimistes, considérant comme nulles les renonciations de 1713 (et ne reconnaissant aucun principe d'exclusion des princes devenus étrangers et de leur descendance), le comte de Paris n'est « que » le chef de la branche d'Orléans, alors que les véritables héritiers du trône de France seraient ses lointains cousins espagnols, les princes Jean et Charles de Bourbon.

### Décorations dynastiques françaises
En qualité de chef de la maison royale de France et prétendant au trône de France, les partisans du comte de Paris le considèrent grand maître des ordres dynastiques traditionnels.
- Grand maître de l'ordre du Saint-Esprit (1883-1894) (contesté)
- Grand maître de l'ordre de Saint-Michel (1883-1894) (contesté)
- Grand maître de l'ordre royal et militaire de Saint-Louis (1883-1894) (contesté)

### Décorations dynastiques étrangères
- Grand-croix d'honneur et de dévotion de l'ordre souverain de Malte
- Chevalier de l’ordre de l'Éléphant (royaume de Danemark, 22 octobre 1885)[95]
- Grand-croix des ordres du Christ et d'Aviz réunis (royaume de Portugal, 22 mai 1886)[96]
- Grand-croix de l'ordre du Faucon blanc (grand-duché de Saxe-Weimar-Eisenach, 24 août 1856)[97]

## Dans la culture populaire
Le comte de Paris apparaît dans l'uchronie de Pierre Bordage Ceux qui sauront. Dans ce roman, paru en poche chez J'ai lu en 2008, le prince est parvenu à rétablir la monarchie en 1882 et les Orléans maintiennent depuis lors leur dictature sur la France.